# Strefa Zachodnia Welega

Mapa regionów i stref Etiopii.

Strefa Zachodnia Welega (ang. West Welega Zone) – jedna ze stref w etiopskim regionie Oromia. Nazwa obszaru pochodzi od dawnej prowincji Welega. Do miast w West Welega należą: Dembidolo, Gimbi, Mendi i Nejo.
West Wellega graniczy na południu ze strefą Kelam Welega, na zachodzie i północy z regionem Bienszangul-Gumuz (strefy: Asosa i Kamashi) i na południowym wschodzie ze strefą Illubabor. Najwyższym punktem strefy jest góra Tullu Welel (3301 m n.p.m.). Jest to jeden z ważniejszych obszarów produkcji leśnej kawy w Etiopii, a także jedna z pięciu stref z największą produkcją kukurydzy.

## Demografia
Na podstawie spisu ludności z 2007 r. strefa liczy 1,35 mln mieszkańców na powierzchni 10 833km² (125 osób/km²). Trzy największe grupy etniczne odnotowane w West Welega to Oromowie (96,7%), Mao (1,45%) i Amhara (1,2%), wszystkie inne grupy etniczne stanowiły 0,63% populacji. Większość populacji wyznawało protestantyzm (59,6%), a pozostali należeli głównie do etiopskiego prawosławia (20,2%) i islamu (19,7%).

## Podział administracyjny
W skład strefy wchodzi 20 wored:
| - Ayra - Babo Gambela - Begi - Boji Chokorsa - Boji Dirmaji - Genji - Gimbi - Gimbi (miasto) - Guliso - Haru - Homa - Jarso - Kondala - Kiltu Kara - Lalo Asabi - Mana Sibu - Nejo - Nole Kaba - Sayo Nole - Yubdo |